# 海事大學站
海事大學站（规划时称为凌水站）位于中華人民共和國辽宁省大连市高新园区（行政区划属甘井子区），是大连地铁1号线的一个车站，于2017年6月7日随一号线二期开通試运营而启用。

## 位置
海事大學站位于高新园区大连海事大学西南侧，黄浦路西侧。

## 结构
海事大學站为岛式站台地下站。车站长175米，宽18.5米，建筑面积9950平方米。
| B1 | 站厅层                                     | 站厅、自动售票机                   |
| B2 | 轨道                                       | ← █ 1号线列车往七贤岭（河口方向）  |
| B2 | 岛式站台，列车运行方向左侧的车门将会被打开 |                                    |
| B2 | 轨道                                       | █ 1号线列车往学苑广场（姚家方向）→ |

## 出入口
海事大學站共设有2个出入口，均位于大连海事大学校门旁，黄浦路西北侧，其中C出入口设置无障碍电梯。
| 出口编号 | 出口指示 | 建议前往的目的地                                     |
| -------- | -------- | ---------------------------------------------------- |
| 出口 · C |          | 黄浦路、锦辉购物广场高新店、大连高新万达广场、凌涛园 |
| 出口 · D |          | 大连海事大学、大连海事大学水上求生训练馆             |

## 公交换乘
- 及   - 3、28、531路公交车，202路有轨电车。